# Campeonato Mundial de Tiro con Arco al Aire Libre de 1932
El II Campeonato Mundial de Tiro con Arco al Aire Libre se celebró en Varsovia (Polonia) entre el 11 y el 16 de agosto de 1932 bajo la organización de la Federación Internacional de Tiro con Arco (FITA) y la Federación Polaca de Tiro con Arco.

## Medallistas
| Evento                  | Oro                                                            | Plata                                                           | Bronce                                         |
| ----------------------- | -------------------------------------------------------------- | --------------------------------------------------------------- | ---------------------------------------------- |
| Arco recurvo individual | Laurent Reth · Bélgica                                         | Zbigniew Kosiński · Polonia                                     | Janina Kurkowska · Polonia                     |
| Arco recurvo por equipo | Zbigniew Kosiński · Michał Sawicki · Zygmunt Łotocki · Polonia | Janina Kurkowska · Marja Krolówna · Maria Trajdosówna · Polonia | René Moreau Maurice Denape Paul Demare Francia |

## Medallero
| Núm. | País    | Oro | Plata | Bronce | Total |
| ---- | ------- | --- | ----- | ------ | ----- |
| 1    | Polonia | 1   | 2     | 1      | 4     |
| 2    | Bélgica | 1   | 0     | 0      | 1     |
| 3    | Francia | 0   | 0     | 1      | 1     |
|      | TOTAL   | 2   | 2     | 2      | 6     |